# Eriosyce

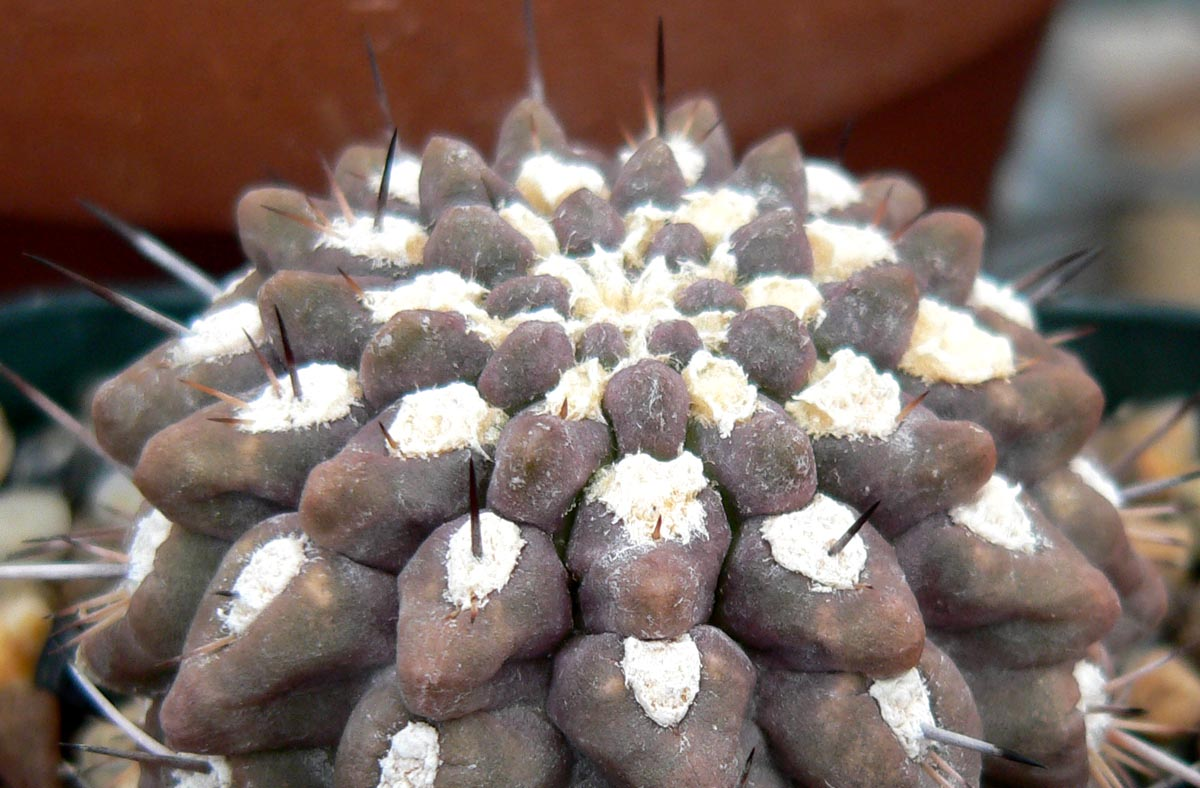
Eriosyce heinrichiana

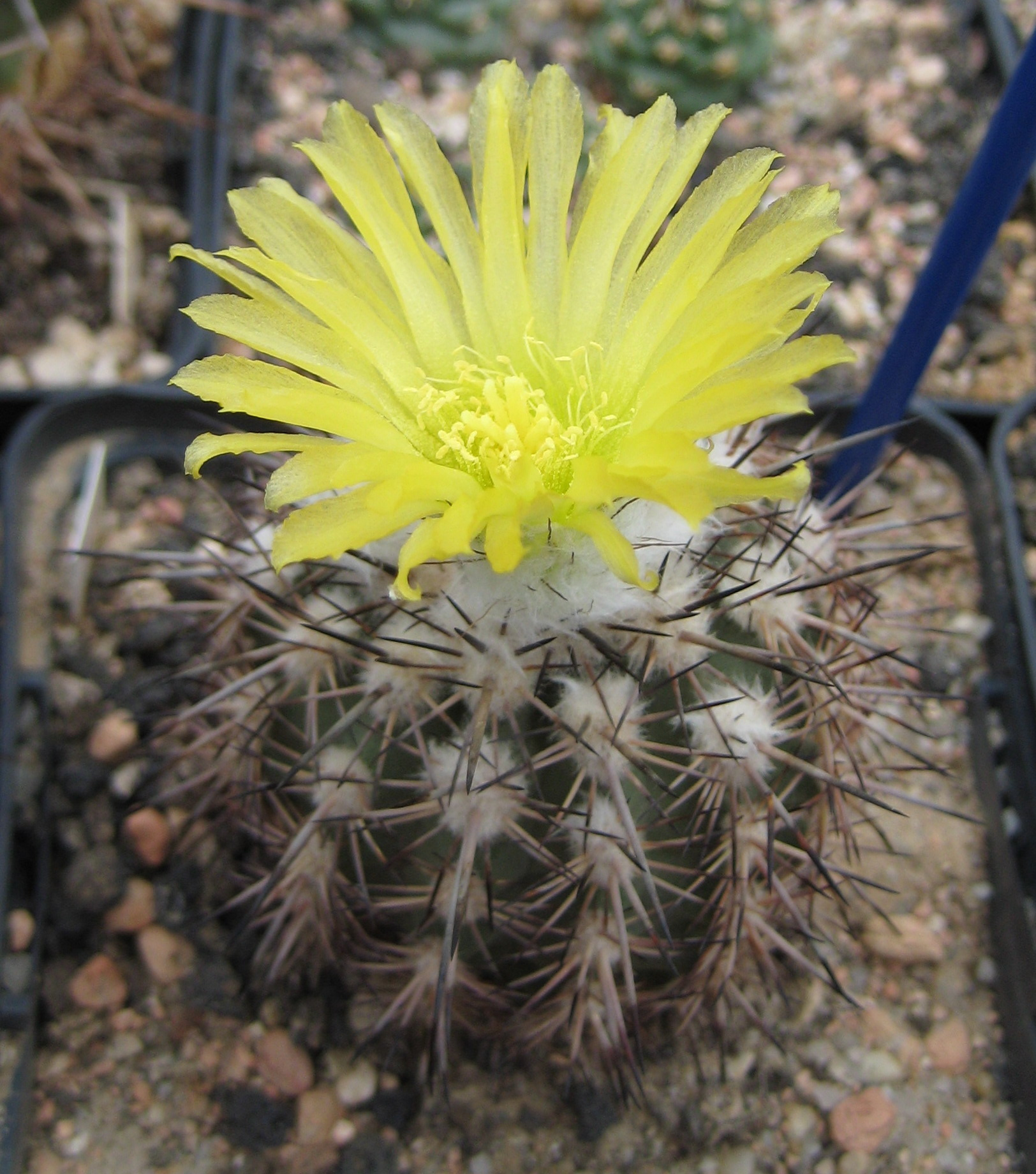
Eriosyce islayensis

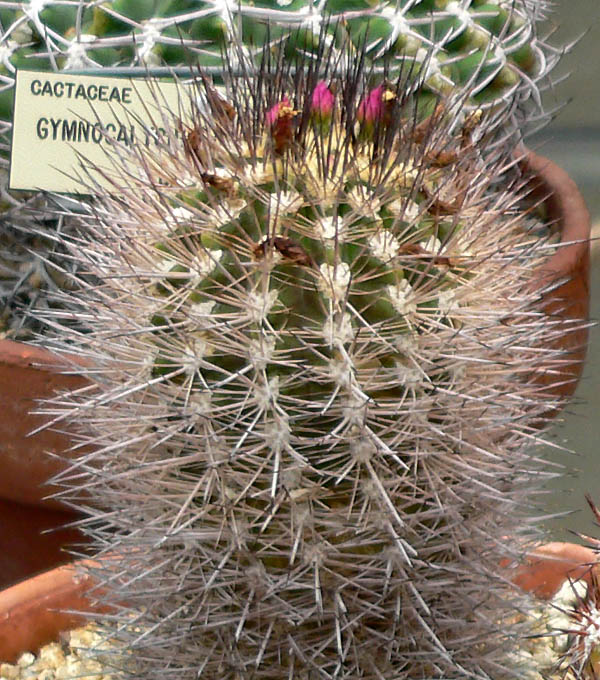
Eriosyce subgibbosa subsp. wagenknechtii

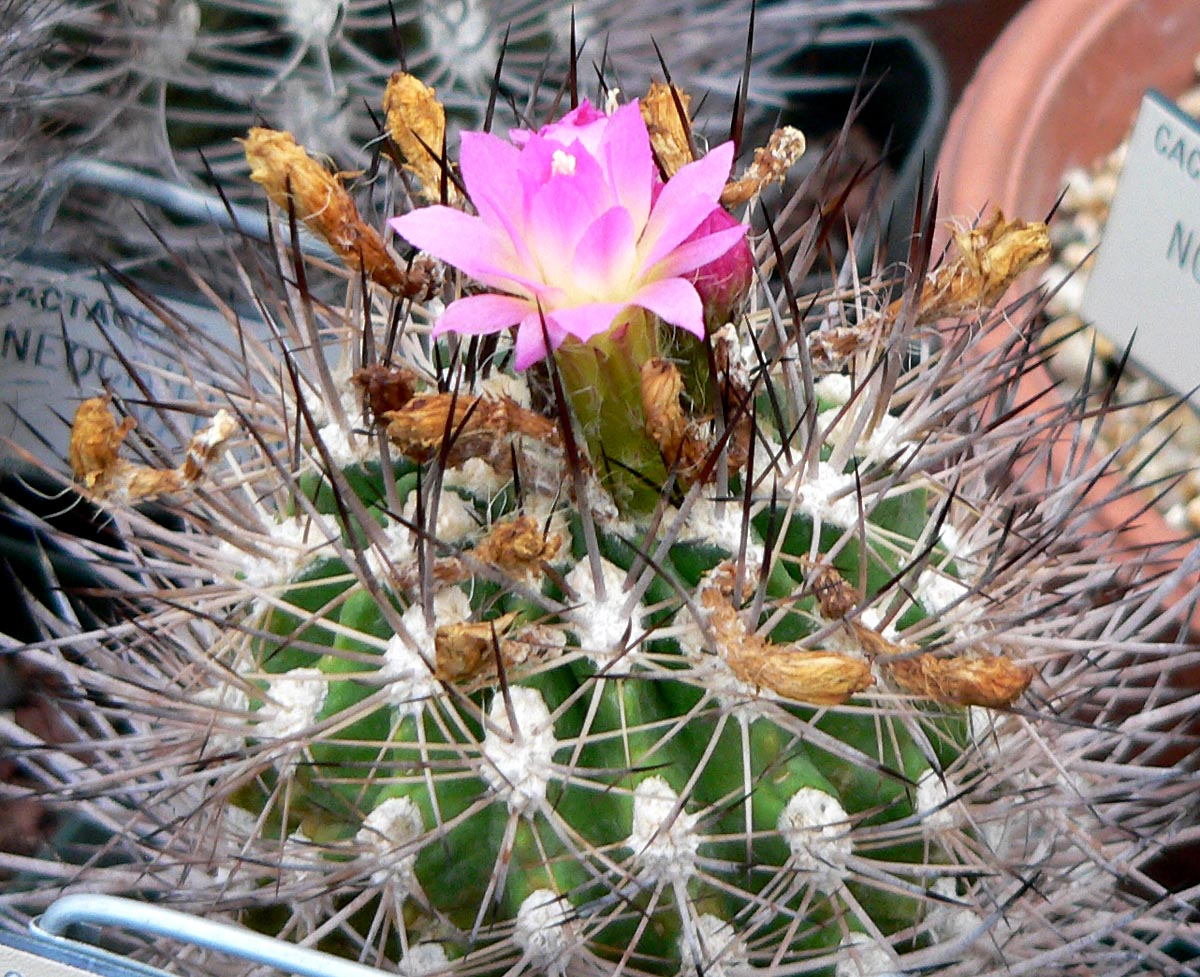
Eriosyce subgibbosa subsp. nigrihorrida

Eriosyce ist eine Gattung aus der Familie der Kakteengewächse (Cactaceae). Der Gattungsname ist aus den beiden griechischen Wörtern erion für „Wolle“ und syke für „Feigenbaum“ oder „Feige“ abgeleitet und bezieht sich auf die bewollten Früchte.

## Beschreibung
Es sind kugelige bis zylindrisch wachsende Pflanzen, die selten sprossen. Die Pflanzen erreichen Wuchshöhen von bis zu 1 m und haben dabei einen Durchmesser von bis zu 50 cm. Sie bilden 7 bis 30 Rippen aus, auf denen die dornentragenden Areolen sitzen. Die Rippen sind zwischen den Areolen vertieft. Die Blüten erscheinen meist nahe dem Scheitel, sind trichterig und gelb bis rot gefärbt. Die Früchte sind hohle, oft bewollte Beeren, in denen der Samen meist lose liegt. Oft reißen die Beeren an der Basis auf. Die Samen sind 0,7 bis 3 mm lang.

## Systematik und Verbreitung
Das Verbreitungsgebiet der Gattung liegt im südlichen Peru, erstreckt sich nach Süden bis nach Zentral-Chile und im Westen bis Zentral-Argentinien. Die Arten der Gattung besiedeln Höhenlagen bis 3000 m.
Die Erstbeschreibung der Gattung durch Rudolph Amandus Philippi wurde 1872 veröffentlicht. Die Typusart der Gattung ist Eriosyce sandillon.

### Systematik nach N.Korotkova et al. (2021)
Die Gattung umfasst folgenden Arten:
- Eriosyce aerocarpa (F.Ritter) Katt.
- Eriosyce armata (F.Ritter) P.C.Guerrero & Helmut Walter
- Eriosyce aspillagae (Söhrens) Katt.
- Eriosyce atroviridis (F.Ritter) P.C.Guerrero & Helmut Walter
- Eriosyce aurata (Pfeiff.) Backeb.
- Eriosyce bulbocalyx (Werderm.) Katt.
- Eriosyce calderana (F.Ritter) Ferryman
- Eriosyce caligophila R.Pinto
- Eriosyce castanea (F.Ritter) P.C.Guerrero & Helmut Walter
- Eriosyce chilensis (Hildm. ex K.Schum.) Katt.
- Eriosyce clavata (Söhrens ex K.Schum.) Helmut Walter
- Eriosyce coimasensis (F.Ritter) P.C.Guerrero & Helmut Walter
- Eriosyce crispa (F.Ritter) Katt.
  - Eriosyce crispa subsp. crispa
  - Eriosyce crispa subsp. totoralensis (F.Ritter) Katt.
- Eriosyce curvispina (Bertero ex Colla) Katt.
  - Eriosyce curvispina subsp. curvispina
  - Eriosyce curvispina subsp. tuberisulcata (Jacobi) Katt.
  - Eriosyce curvispina var. curvispina
  - Eriosyce curvispina var. mutabilis (F.Ritter) Katt.
- Eriosyce duripulpa (F.Ritter) P.C.Guerrero & Helmut Walter
- Eriosyce elquiensis (Katt.) P.C.Guerrero & Helmut Walter
- Eriosyce engleri (F.Ritter) Katt.
- Eriosyce eriosyzoides (F.Ritter) Ferryman
- Eriosyce esmeraldana (F.Ritter) Katt.
- Eriosyce fankhauseri (F.Ritter) P.C.Guerrero & Helmut Walter
- Eriosyce fulva (F.Ritter) P.C.Guerrero & Helmut Walter
- Eriosyce garaventae (F.Ritter) Katt.
- Eriosyce glabrescens (F.Ritter) P.C.Guerrero & Helmut Walter
- Eriosyce heinrichiana (Backeb.) Katt.
- Eriosyce iquiquensis (F.Ritter) Ferryman
- Eriosyce islayensis (C.F.Först.) Katt.
  - Eriosyce islayensis subsp. grandis (Rauh & Backeb.) G.J.Charles
  - Eriosyce islayensis subsp. islayensis
  - Eriosyce islayensis subsp. omasensis (Ostolaza & Mischler) G.J.Charles
- Eriosyce krausii (F.Ritter) Katt.
- Eriosyce kunzei (C.F.Först.) Katt.
- Eriosyce limariensis (F.Ritter) Katt.
- Eriosyce litoralis (F.Ritter) P.C.Guerrero & Helmut Walter
- Eriosyce malleolata (F.Ritter) P.C.Guerrero & Helmut Walter
- Eriosyce marksiana (F.Ritter) Katt.
  - Eriosyce marksiana var. lissocarpa (F.Ritter) Katt.
  - Eriosyce marksiana var. marksiana
- Eriosyce megliolii (Rausch) Ferryman
- Eriosyce napina (Phil.) Katt.
  - Eriosyce napina subsp. lembckei Katt.
  - Eriosyce napina subsp. napina
  - Eriosyce napina subsp. pajonalensis I.Schaub & Keim
- Eriosyce nigrihorrida (Backeb. ex A.W.Hill) P.C.Guerrero & Helmut Walter
- Eriosyce occulta Katt.
- Eriosyce odieri (Lem. ex Salm-Dyck) Katt.
- Eriosyce paucicostata (F.Ritter) Ferryman
  - Eriosyce paucicostata subsp. echinus (F.Ritter) Ferryman
  - Eriosyce paucicostata subsp. floccosa (F.Ritter) Ferryman
  - Eriosyce paucicostata subsp. paucicostata
- Eriosyce recondita (F.Ritter) Katt.
- Eriosyce riparia (Mächler & Helmut Walter) P.C.Guerrero & Helmut Walter
- Eriosyce rodentiophila F.Ritter
- Eriosyce senilis (Backeb.) Katt.
- Eriosyce simulans (F.Ritter) Katt.
- Eriosyce sociabilis (F.Ritter) Katt.
- Eriosyce spectabilis Katt., Helmut Walter & J.C.Acosta
- Eriosyce spinosior (F.Ritter) P.C.Guerrero & Helmut Walter
- Eriosyce strausiana (K.Schum.) Katt.
  - Eriosyce strausiana subsp. pachacoensis (Rausch) Ferryman
  - Eriosyce strausiana subsp. strausiana
- Eriosyce subgibbosa (Haw.) Katt.
- Eriosyce taltalensis (Hutchison) Katt.
  - Eriosyce taltalensis subsp. pygmaea (F.Ritter) Ferryman
  - Eriosyce taltalensis subsp. taltalensis
- Eriosyce tenebrica (F.Ritter) Katt.
- Eriosyce umadeave (Frič ex Werderm.) Katt.
- Eriosyce vallenarensis (F.Ritter) Katt.
- Eriosyce villicumensis (Rausch) Katt.
- Eriosyce villosa (Monv.) Katt.
- Eriosyce wagenknechtii (F.Ritter) Katt.

Synonyme der Gattung sind Neoporteria Britton & Rose (1922), Friesia Frič ex Kreuz. (1929, nom. illeg.), Pyrrhocactus A.Berger (1929), Chileocactus Frič (1931), Islaya Backeb. (1934), Bridgesia Backeb. (1934, nom. illeg.), Chileniopsis Backeb. (1936), Chilenia Backeb. (1938), Chiliorebutia Frič (1938), Horridocactus Backeb. (1938), Nichelia Bullock (1938), Euporteria Kreuz. & Buining (1941), Hildmannia Kreuz. & Buining  (1941), Neochilenia Backeb. (1942), Dracocactus Y.Itô (1950), Neotanahashia Y.Itô (1957), Netanahashia Y.Itô (1957), Thelocephala Y.Itô (1957), Chileorebutia Frič ex F.Ritter (1960), Delaetia Backeb. (1962) und Rodentiophila F.Ritter & Y.Itô (1981).

### Systematik nach E.F.Anderson/Eggli (2005)
Die Gattung enthält nach der Revision von Fred Kattermann im Jahr 1994 eine Vielzahl von ehemals eigenständigen Gattungen. Nach Fred Kattermann wird die Gattung anhand von Blüten- und Fruchtmerkmalen in zwei Sektionen mit jeweils drei Untersektionen aufgegliedert:
- Sektion Eriosyce
  - Untersektion Eriosyce
    - Eriosyce aurata (Pfeiff.) Backeb.
      - Eriosyce aurata var. aurata
      - Eriosyce aurata var. spinibarbis (F.Ritter) Katt. = Eriosyce aurata (Pfeiff.) Backeb.

    - Eriosyce rodentiophila F.Ritter

  - Untersektion Pyrrhocactus (A.Berger) Katt.
    - Eriosyce andreaeana Katt. = Eriosyce strausiana (K.Schum.) Katt.
    - Eriosyce bulbocalyx (Werderm.) Katt.
    - Eriosyce strausiana (K.Schum.) Katt.
      - Eriosyce strausiana var. pachacoensis (Rausch) Katt. ≡ Eriosyce strausiana subsp. pachacoensis (Rausch) Ferryman
      - Eriosyce strausiana var. strausiana

    - Eriosyce umadeave (Frič ex Werderm.) Katt.
    - Eriosyce vertongenii (J.G.Lamb.) D.R.Hunt = Eriosyce villicumensis (Rausch) Katt.
    - Eriosyce villicumensis (Rausch) Katt.

- - Untersektion Islaya (Backeb.) Katt.
    - Eriosyce islayensis (C.F.Först.) Katt.
    - Eriosyce omasensis (Ostolaza & Mischler) Ostolaza ≡ Eriosyce islayensis subsp. omasensis (Ostolaza & Mischler) G.J.Charles

- Sektion Neoporteria
  - Untersektion Neoporteria (Britton & Rose) Katt.
    - Eriosyce chilensis (Hildm. ex K.Schum.) Katt.
      - Eriosyce chilensis var. albidiflora (F.Ritter) Katt. = Eriosyce chilensis (Hildm. ex K.Schum.) Katt.
      - Eriosyce chilensis var. chilensis

    - Eriosyce senilis (Backeb.) Katt.
      - Eriosyce senilis subsp. coimasensis (F.Ritter) Katt. ≡ Eriosyce coimasensis (F.Ritter) P.C.Guerrero & Helmut Walter
      - Eriosyce senilis subsp. elquiensis Katt. ≡ Eriosyce elquiensis (Katt.) P.C.Guerrero & Helmut Walter
      - Eriosyce senilis subsp. senilis

    - Eriosyce sociabilis (F.Ritter) Katt.
    - Eriosyce subgibbosa (Haw.) Katt.
      - Eriosyce subgibbosa subsp. clavata (Söhrens ex K.Schum.) Katt. ≡ Eriosyce clavata (Söhrens ex K.Schum.) Helmut Walter
      - Eriosyce subgibbosa subsp. nigrihorrida (Backeb.) Katt. ≡ Eriosyce nigrihorrida (Backeb. ex A.W.Hill) P.C.Guerrero & Helmut Walter
      - Eriosyce subgibbosa subsp. subgibbosa
      - Eriosyce subgibbosa subsp. vallenarensis (F.Ritter) Katt. ≡ Eriosyce vallenarensis (F.Ritter) Katt.
      - Eriosyce subgibbosa subsp. wagenknechtii (F.Ritter) Katt. ≡ Eriosyce wagenknechtii (F.Ritter) Katt.
      - Eriosyce subgibbosa var. castanea (F.Ritter) Katt. ≡ Eriosyce castanea (F.Ritter) P.C.Guerrero & Helmut Walter
      - Eriosyce subgibbosa var. litoralis (F.Ritter) Katt. ≡ Eriosyce litoralis (F.Ritter) P.C.Guerrero & Helmut Walter
      - Eriosyce subgibbosa var. subgibbosa

    - Eriosyce villosa (Monv.) Katt.

  - Untersektion Horridocactus (Backeb.) Katt.
    - Eriosyce aspillagae (Söhrens) Katt.
      - Eriosyce aspillagae subsp. aspillagae
      - Eriosyce aspillagae subsp. maechlerorum Helmut Walter = Eriosyce aspillagae (Söhrens) Katt.

    - Eriosyce confinis (F.Ritter) Katt. = Eriosyce kunzei (C.F.Först.) Katt.
    - Eriosyce crispa (F.Ritter) Katt.
      - Eriosyce crispa subsp. atroviridis (F.Ritter) Katt. ≡ Eriosyce atroviridis (F.Ritter) P.C.Guerrero & Helmut Walter
      - Eriosyce crispa subsp. crispa
      - Eriosyce crispa subsp. totoralensis (F.Ritter) Katt.
      - Eriosyce crispa var. carrizalensis (F.Ritter) Katt. = Eriosyce eriosyzoides (F.Ritter) Ferryman
      - Eriosyce crispa var. huascensis (F.Ritter) Katt. = Eriosyce eriosyzoides (F.Ritter) Ferryman

    - Eriosyce curvispina (Bertero ex Colla) Katt.
      - Eriosyce curvispina subsp. armata (F.Ritter) Katt. ≡ Eriosyce armata (F.Ritter) P.C.Guerrero & Helmut Walter
      - Eriosyce curvispina subsp. curvispina
      - Eriosyce curvispina subsp. tuberisulcata (Jacobi) Katt.
      - Eriosyce curvispina var. aconcaguensis (F.Ritter) Katt. = Eriosyce curvispina (Bertero ex Colla) Katt.
      - Eriosyce curvispina var. choapensis (F.Ritter) Katt. = Eriosyce curvispina (Bertero ex Colla) Katt.
      - Eriosyce curvispina var. curvispina
      - Eriosyce curvispina var. mutabilis (F.Ritter) Katt.
      - Eriosyce curvispina var. robusta (F.Ritter) Katt. = Eriosyce curvispina (Bertero ex Colla) Katt.

    - Eriosyce engleri (F.Ritter) Katt.
    - Eriosyce garaventae (F.Ritter) Katt.
    - Eriosyce heinrichiana (Backeb.) Katt.
      - Eriosyce heinrichiana subsp. heinrichiana
      - Eriosyce heinrichiana subsp. intermedia (F.Ritter) Katt. = Eriosyce spinosior (F.Ritter) P.C.Guerrero & Helmut Walter
      - Eriosyce heinrichiana subsp. simulans (F.Ritter) Katt. ≡ Eriosyce simulans (F.Ritter) Katt.
      - Eriosyce heinrichiana var. setosiflora (F.Ritter) Katt. = Eriosyce spinosior (F.Ritter) P.C.Guerrero & Helmut Walter

    - Eriosyce kunzei (C.F.Först.) Katt.
      - Eriosyce kunzei var. kunzei
      - Eriosyce kunzei var. transitensis (F.Ritter) Katt. = Eriosyce eriosyzoides (F.Ritter) Ferryman

    - Eriosyce limariensis (F.Ritter) Katt.
    - Eriosyce marksiana (F.Ritter) Katt.
      - Eriosyce marksiana var. gracilis (F. Ritter) Katt. = Eriosyce marksiana (F.Ritter) Katt.
      - Eriosyce marksiana var. lissocarpa (F.Ritter) Katt.
      - Eriosyce marksiana var. marksiana

    - Eriosyce napina (Phil.) Katt.
      - Eriosyce napina subsp. duripulpa (F.Ritter) Katt. ≡ Eriosyce duripulpa (F.Ritter) P.C.Guerrero & Helmut Walter
      - Eriosyce napina subsp. lembckei Katt.
      - Eriosyce napina subsp. napina

    - Eriosyce occulta Katt.
    - Eriosyce odieri (Lem. ex Salm-Dyck) Katt.
      - Eriosyce odieri subsp. fulva (F.Ritter) Katt. ≡ Eriosyce fulva (F.Ritter) P.C.Guerrero & Helmut Walter
      - Eriosyce odieri subsp. glabrescens (F.Ritter) Katt. ≡ Eriosyce glabrescens (F.Ritter) P.C.Guerrero & Helmut Walter
      - Eriosyce odieri subsp. odieri
      - Eriosyce odieri var. monte-amargensis Katt. = Eriosyce odieri (Lem. ex Salm-Dyck) Katt.

    - Eriosyce recondita (F.Ritter) Katt.
      - Eriosyce recondita subsp. iquiquensis (F.Ritter) Katt. ≡ Eriosyce iquiquensis (F.Ritter) Ferryman
      - Eriosyce recondita subsp. recondita

    - Eriosyce taltalensis (Hutchison) Katt.
      - Eriosyce taltalensis subsp. echinus (F.Ritter) Katt. ≡ Eriosyce paucicostata subsp. echinus (F.Ritter) Ferryman
      - Eriosyce taltalensis subsp. paucicostata (F. Ritter) Katt.
      - Eriosyce taltalensis subsp. pilispina (F.Ritter) Katt. = Eriosyce calderana (F.Ritter) Ferryman
      - Eriosyce taltalensis subsp. taltalensis
      - Eriosyce taltalensis var. floccosa (F.Ritter) Katt. ≡ Eriosyce paucicostata subsp. floccosa (F.Ritter) Ferryman
      - Eriosyce taltalensis var. pygmaea (F.Ritter) Katt. ≡ Eriosyce taltalensis subsp. pygmaea (F.Ritter) Ferryman
      - Eriosyce taltalensis var. taltalensis

  - Untersektion Chileosyce Katt.
    - Eriosyce aerocarpa (F.Ritter) Katt.
    - Eriosyce esmeraldana (F.Ritter) Katt.
    - Eriosyce krausii (F.Ritter) Katt.
    - Eriosyce tenebrica (F.Ritter) Katt.

Außerhalb der Klassifikation steht:
- Eriosyce laui Lüthy ≡ Rimacactus laui (Lüthy) Mottram

Unter anderem folgende Namen sind von unklarer Anwendung, gehören aber zu dieser Gattung: Echinocactus jussieui Monv. ex Salm-Dyck (1850), Echinocactus nigricans A.Dietr. ex K.Schum. (1898) und Echinocactus occultus Phil. (1860).
Synonyme der Gattung sind Neoporteria Britton & Rose (1922), Pyrrhocactus A.Berger (1929), Islaya Backeb. (1934), Friesia Frič (1935, nom. inval.), Chilenia Backeb. (1936, nom. inval.), Chileniopsis Backeb. (1936), Horridocactus Backeb. (1938), Hildmannia Kreuz. & Buining (1941), Neochilenia Backeb. ex Dölz (1942), Ceratistes Byles (1957, nom. inval.), Thelocephala Y.Itō (1957), Rodentiophila F.Ritter (1958, nom. inval.), Chileorebutia Frič ex F.Ritter (1959, nom. inval.), Delaetia Backeb. (1962, nom. inval.) und Rimacactus Mottram (2001).

## Nachweise

## Weiterführende Literatur
- Pablo C. Guerrero, Helmut E. Walter, Mary T. K. Arroyo, Carol M. Peña, Italo Tamburrino, Marta De Benedictis, Isabel Larridon: Molecular phylogeny of the large South American genus Eriosyce (Notocacteae, Cactaceae): Generic delimitation and proposed changes in infrageneric and species ranks. In: Taxon. Band 68, Nr. 3, 2019, S. 557–573 (doi:10.1002/tax.12066).
- Fred Kattermann: Eriosyce (Cactaceae): the genus revised and amplified. Succulent plant research. Band 1, David Hunt, Richmond 1994, ISBN 0-9517234-2-1.
- Fred Kattermann: Die neue Monographie der Gattung Eriosyce: ein Überblick. In: Kakteen und andere Sukkulenten. Band 45, Nummer 11, 1994, S. 225–229.
- Fred Kattermann: SEM observations of seed of the genus Eriosyce. In: Haseltonia. Band 2, 1994, S. 47–60.
- Reto Nyffeler, Urs Eggli: Comparative Stem Anatomy and Systematics of Eriosyce sensu lato (Cactaceae). In: Annals of Botany. Band 80, 1997, S. 767–786 (PDF-Datei).